# كيلي تشان
كيلي تشان (بالإنجليزية: Kelly Chan)‏ هو متسابق يخت سنغافوري، ولد في 15 ديسمبر 1956، وتوفي في 27 أغسطس 1998 بسبب حادث مرور.

## وصلات خارجية
- كيلي تشان على موقع الاتحاد الدولي للملاحة الشراعية (موقع جديد) (الإنجليزية)
- كيلي تشان على موقع اللجنة الأولمبية الدولية (الإنجليزية)
- كيلي تشان على موقع أوليمبيديا (الإنجليزية)